# تپه جوق قاسم
تپه جوق قاسم مربوط به دوران پیش از تاریخ ایران باستان - است و در شهرستان نهاوند، بخش خزل، روستای احمدآباد پائین واقع شده و این اثر در تاریخ ۲۴ اسفند ۱۳۸۳ با شمارهٔ ثبت ۱۱۴۳۹ به‌عنوان یکی از آثار ملی ایران به ثبت رسیده است.